# Kazimierz Tokarz
Kazimierz Tokarz (ur. 12 listopada 1920 w Jarosławiu, zm. 24 lipca 2001 tamże) – polski nauczyciel, wojskowy i działacz kombatancki, więzień obozu Auschwitz.

## Życiorys
Urodził się 12 listopada 1920 w Jarosławiu jako syn Stanisława (1882-1971) i Stanisławy Tokarz (1885-1967). Jego ojciec prowadził zakład ślusarski. Matka prowadziła gospodarstwo o domowe. Miał trzy siostry Wandę, Zofię Wlazło (1913-1980) i Matyldę  oraz brata inżyniera leśnictwa Zygmunta. 
W 1939  ukończył naukę w II Państwowym Gimnazjum im. Augusta Witkowskiego w Jarosławiu. W pierwszych dniach września 1939 pełnił funkcję komendanta odcinka obrony przeciwlotniczej w Wojennym Pogotowiu Harcerskim. Po 17 października  walczył jako żołnierz w pociągu zmierzającym na pomoc Lwowowi oblężonymi przez Niemców. Dostał się do niewoli sowieckiej, a następnie do niemieckiej. Po powrocie do Jarosławia związał się z organizacją konspiracyjną „Orzeł Biały” podlegającą pod  Kraków   pod dowództwem por.  rez.  Bronisława Lewickiego. Został mianowany zastępcą  por.  rez.  Bronisława Lewickiego jako jedyny harcerz. Przyjął pseudonim ,,Kaja" i ,,Kato" .

7 maja 1940 roku został  aresztowany przez Gestapo i uwięziony w Jarosławiu.  Z więzienia z Jarosławia  został wraz z innymi wywieziony do więzienia w Tarnowie . 14 czerwca 1940 przewieziony został do obozu koncentracyjnego Auschwitz, gdzie otrzymał numer obozowy 282. Po kwarantannie został przydzielony na blok numer 3.  Dostał przydział do magazynów żywnościowych (TWL) leżących obok nasypów kolejowych. Praca ta polegała na przewożeniu z ramp do magazynów worków z kaszą .  
Kolejną pracą jaką  wykonywał było noszenie wody ze studni do kuchni i odbijanie tynków z bloków. Bardzo wzruszającym dla niego momentem była pierwsza wigilia w Oświęcimiu. Następnie został przydzielony do komanda likwidującego  obóz jenców polskich  na przedmieściu Gliwic-Sośnicy.  Po  powrocie z Gliwic do Oświęcimia wszedł w skład komanda, które wykonywało roboty pod fundamenty kuchni.  Po powrocie  z komanda Gliwiceb został przeniesiony na blok 3a, gdzie spotkał kolegów z Jarosławia-  Zdzisława Decowskiego i Bolesława Szumlakowskiego. Łącznie w obozach koncentracyjnych spędził pięć wigilii (3 w KL Auschwitz, 1 w  Neuengamme i 1 w  Mauthausen-Gusen . Wyzwolony przez Amerykanów  5 maja 1945, powrócił do Polski, gdzie był prześladowany przez Urząd Bezpieczeństwa . 
W  1946 roku  był jednym z organizatorów Polskiego Związku Byłych Więźniów Politycznych, Hitlerowskich Więzień i Obozów Koncentracyjnych. W latach 50. XX wieku ukończył studia ekonomiczne w Krakowie. Pracował w różnych przedsiębiorstwach w Jarosławiu, Rzeszowie i Przeworsku. W latach 50. do lat 70. XIX wieku uczył w Jarosławskim Liceum Ekonomicznym i Technikum Przemysłu Spożywczego. Pełnił na emeryturze różne funkcje społeczne w Polskim Związku Byłych Więźniów Politycznych Hitlerowskim Więzień i Obozów Koncentracyjnych. Radny Miejskiej Rady Narodowej w Jarosławiu w latach 1953–1990. 
Zmarł 24 lipca 2001 w Jarosławiu. Został pochowany na Starym Cmentarzu w Jarosławiu.

## Życie prywatne
Żonaty z Zofią, miał trzech synów: Andrzeja  (1961-2018) , Krzysztofa i Wojciecha.

## Odznaczenia
Odznaczony Krzyżem Armii Krajowej, Krzyżem Oświęcimskim, Krzyżem Kawalerskim Orderu Odrodzenia Polski, Medalem Komisji Edukacji Narodowej i Złotą Odznaką „Za zasługi dla miasta” Jarosławia (13 listopada 2000).